# مایک ویلر
مایکل «مایک» ویلر (به انگلیسی: Michael "Mike" Wheeler)، یک شخصیت خیالی داستانی و پروتاگونیست اصلی در سریال اینترنتی آمریکایی علمی–تخیلی و ترسناک چیزهای عجیب، محصول نت‌فلیکس است. این شخصیت توسط خالقان سریال چیزهای عجیب، یعنی مت و راس دافر که به برادران دافر شهرت دارند خلق شده‌است و فین ولفهارد، بازیگر کانادایی ایفاگر این نقش است.
مایک، فرزند تد و کارن ویلر است و دو خواهر به نام‌های نانسی و هالی دارد. مایک شخصی اصلی داستان است. او به همراه ویل، لوکاس و داستین دوستان صمیمی هستند. مایک هوش و شجاعت بالایی دارد اما به همین اندازه مغرور و سرکش نیز هست. بعد از آنکه ویل ناپدید می‌شود، مایک و به همراه دوستانش به دنبال وی می‌رود و در این راه با دختری به نام الون مواجه شده و عاشق او می‌شود. در فصل سوم این رابطه قوی تر میشود.
عملکرد ولفهارد در این نقش با واکنش مثبتی همراه بود و باعث شد تا وی نامزد و برنده جوایز متعددی شود؛ از جمله نامزدی در مراسم‌های جایزه هنرمند جوان و جوایز برگزیده نوجوانان. ولفهارد به همراه تیم بازیگری سریال برنده جایزه انجمن بازیگران شد.